# Dự án Serpo
Dự án Serpo được cho là chương trình trao đổi tối mật giữa chính phủ Mỹ và một hành tinh xa lạ tên là Serpo thuộc hệ sao Zeta Reticuli mà theo thuyết âm mưu UFO coi đây là quê nhà của một chủng tộc ngoài hành tinh có tên là Greys.